# Stormont—Dundas—Charlottenburgh
Pour les articles homonymes, voir Stormont et Dundas.
Stormont—Dundas—Charlottenburgh fut une circonscription électorale fédérale de l'Ontario, représentée de 1997 à 2004.
La circonscription de Stormont—Dundas—Charlottenburgh a été créée en 1999 d'une parties de Stormont—Dundas. Abolie en 2003, elle fut incorporée dans Stormont—Dundas—South Glengarry.

## Géographie
En 1999, la circonscription de Stormont—Dundas—Charlottenburgh comprenait :
- une partie des comtés unies de Stormont, Dundas et Glengarry :
  - les canton de Charlottenburgh, dans le comté de Glengarry,
  - le comté de Dundas et de Stormont,
  - la réserve amérindienne d'Akwesasne.

## Députés
1. 2000-2004 — Robert Kilger, PLC

- PLC = Parti libéral du Canada